# Campionato Piauiense 2023
Il Campionato Piauiense 2023 è stata l'83ª edizione della massima serie del campionato piauiense. La stagione è iniziata il 7 gennaio 2023 e si è conclusa il 15 aprile successivo.

## Stagione

### Novità
Al termine della stagione 2022, sono retrocesse in Segunda Divisão Oeirense e Flamengo-PI. Dalla seconda divisione, invece, sono state promosse Comercial-PI e Ferroviario-PI.

### Formato
Le otto squadre si affrontano dapprima in una prima fase, consistente in un girone da otto squadre. Le prime due classificate di tale girone, accederanno alla seconda fase che decreterà la vincitrice del campionato. Le ultime due classificate, retrocedono in Segunda Divisão.
La formazione vincitrice, potrà partecipare alla Série D 2024, alla Coppa del Brasile 2024 e alla Copa do Nordeste 2024. La formazione vice-campione, solo alla Série D. Nel caso le prime due classificate siano già qualificate alla Série D, l'accesso alla quarta serie andrà a scalare.

### Avvenimenti
Il 27 dicembre 2022, poco prima l'inizio della stagione, il Ferroviario-PI annuncia il ritiro dalla competizione per motivi finanziari. Tutti i match della formazione neopromossa sono stati assegnati per 3-0 a tavolino alle avversarie.

## Risultati

### Prima fase
|  | Pos. | Squadra           | Pt | G  | V | N | P  | GF | GS | DR  |
|  | ---- | ----------------- | -- | -- | - | - | -- | -- | -- | --- |
|  | 1.   | River             | 31 | 14 | 9 | 4 | 1  | 29 | 11 | +18 |
|  | 2.   | Fluminense-PI     | 31 | 14 | 9 | 4 | 1  | 24 | 9  | +15 |
|  | 3.   | Altos             | 25 | 14 | 7 | 4 | 3  | 21 | 10 | +11 |
|  | 4.   | Parnahyba         | 20 | 14 | 4 | 8 | 2  | 17 | 11 | +6  |
|  | 5.   | 4 de Julho        | 16 | 14 | 4 | 4 | 6  | 14 | 14 | 0   |
|  | 6.   | Cori-Sabbá (-3)   | 13 | 14 | 4 | 4 | 6  | 20 | 18 | +2  |
|  | 7.   | Comercial-PI (-3) | 12 | 14 | 5 | 0 | 9  | 13 | 23 | -10 |
|  | 8.   | Ferroviario-PI    | 0  | 14 | 0 | 0 | 14 | 0  | 42 | -42 |

Legenda:
      Ammessa alla seconda fase.
      Retrocesse in Segunda Divisão 2024
Note:
Tre punti a vittoria, uno a pareggio, zero a sconfitta.

### Seconda fase
|  | Semifinali | Semifinali    | Semifinali | Semifinali | Semifinali |  |  | Finale | Finale        | Finale | Finale | Finale |  |
|  |            |               |            |            |            |  |  |        |               |        |        |        |  |
|  | 3          | Altos         | 1          | 1          | 2          |  |  |        |               |        |        |        |  |
|  | 2          | Fluminense-PI | 0          | 2          | 2          |  |  | 2      | Fluminense-PI | 0      | 1      | 1      |  |
|  | 4          | Parnahyba     | 0          | 0          | 0          |  |  | 1      | River         | 1      | 0      | 1      |  |
|  | 1          | River         | 2          | 0          | 2          |  |  |        |               |        |        |        |  |